# 上土方嶺向
上土方嶺向（かみひじかたみねむかい）は、静岡県掛川市にある大字。

## 地理
静岡県掛川市の南部に位置する。合併前の旧大東町においては北西部に位置していた。西は山地であり楞厳寺山、高天神山といった山々が聳えている。中央には平地が広がり田畑として利用されている。東の平地には人家も多い。東端を下小笠川が流れている。
集落としては隣接する大字とともにまとめて「嶺向」との名で呼ばれているが、大字としての住所表記では「上土方嶺向」と記される。なお、集落としての嶺向は、掛川市の自治区においては上土方区ではなく土方区に属している。

### 山岳
- 高天神山
- 楞厳寺山

### 河川
- 下小笠川

### 湖沼
- 林の谷池

## 歴史

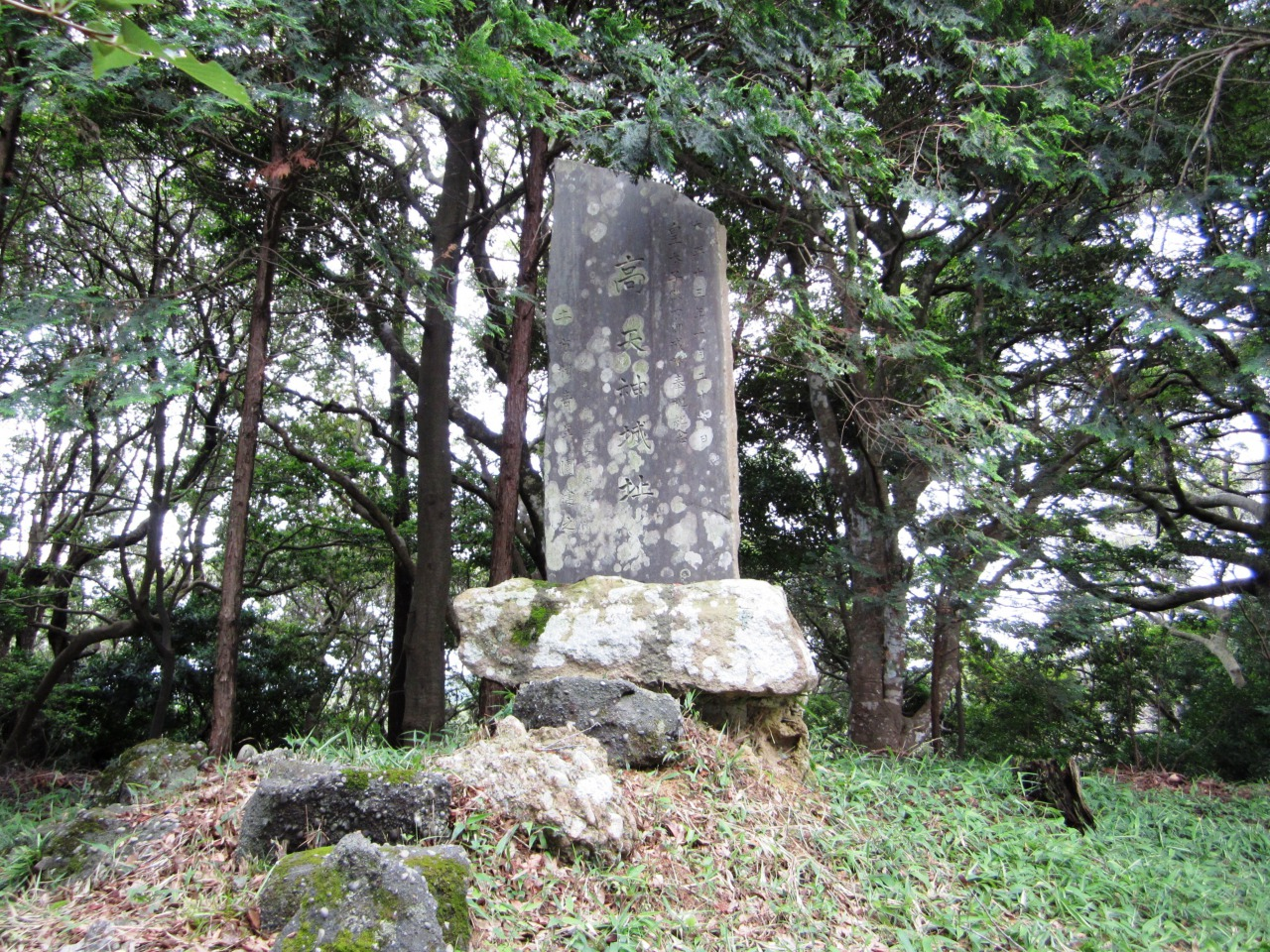
高天神城本丸跡に建立された『高天神城址』の碑

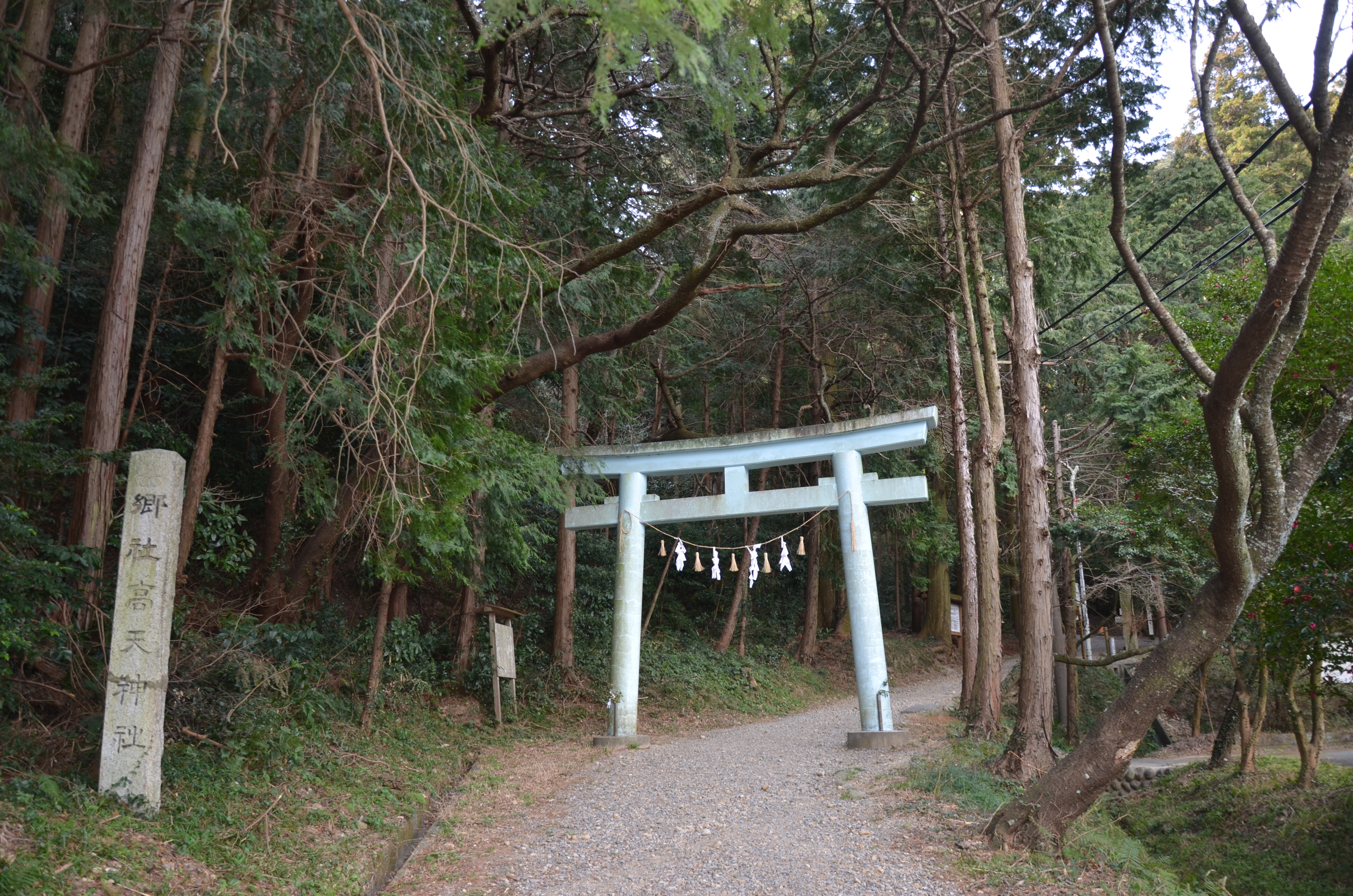
高天神城搦手門跡に建つ高天神社の鳥居

古くより要衝として知られており、西に聳える高天神山には高天神城が築かれていた。この城が築城された正確な時期は不明であるが、少なくとも16世紀には既に城があったとみられている。戦国時代の末期には、この城をめぐって武田勝頼と徳川家康との間で高天神城の戦いが繰り広げられてきた。
1581年（旧暦天正9年3月）の第二次高天神城の戦いにより高天神城は落城し、その後は再建されることもなく廃城となった。江戸時代に入ると静かな農村として発展する。
上土方嶺向と呼ばれている地は、もともとは自然村である遠江国城東郡上土方村の一部であった。正保郷帳には上土方村として記載されている。その後、上土方村は落合村、向村、嶺村の3村に分割された。元禄郷帳には落合村、向村、嶺村はそれぞれ別々の村として記載されている。そのうち向村の村域の一部、および、嶺村の村域の全てが、のちの上土方嶺向に該当する。内山真龍の『遠江国風土記伝』によれば当時の石高は向村が446石7斗7升6合、嶺村が266石3斗6升であったとされている。1868年（明治元年）に嶺村と向村が合併することになり、新たに嶺向村が発足した。
明治維新を経て町村制が施行された1889年（明治22年）時点では、この地は静岡県城東郡土方村の一部となっていた。その後の度重なる市町村合併を経て、2005年（平成17年）4月よりこの地は掛川市の一部となった。

### 地名の由来
「上土方嶺向」と呼ばれている地は、かつては土形郷の一部であり、時代が下ると「上土方村」の一部となっていた。その後、上土方村は落合村、「向村」、「嶺村」に分割されたが、そのうち嶺村と向村が1868年（明治元年）に合併して「嶺向村」と命名された。そのため「嶺向」は合成地名の一つである。

### 沿革

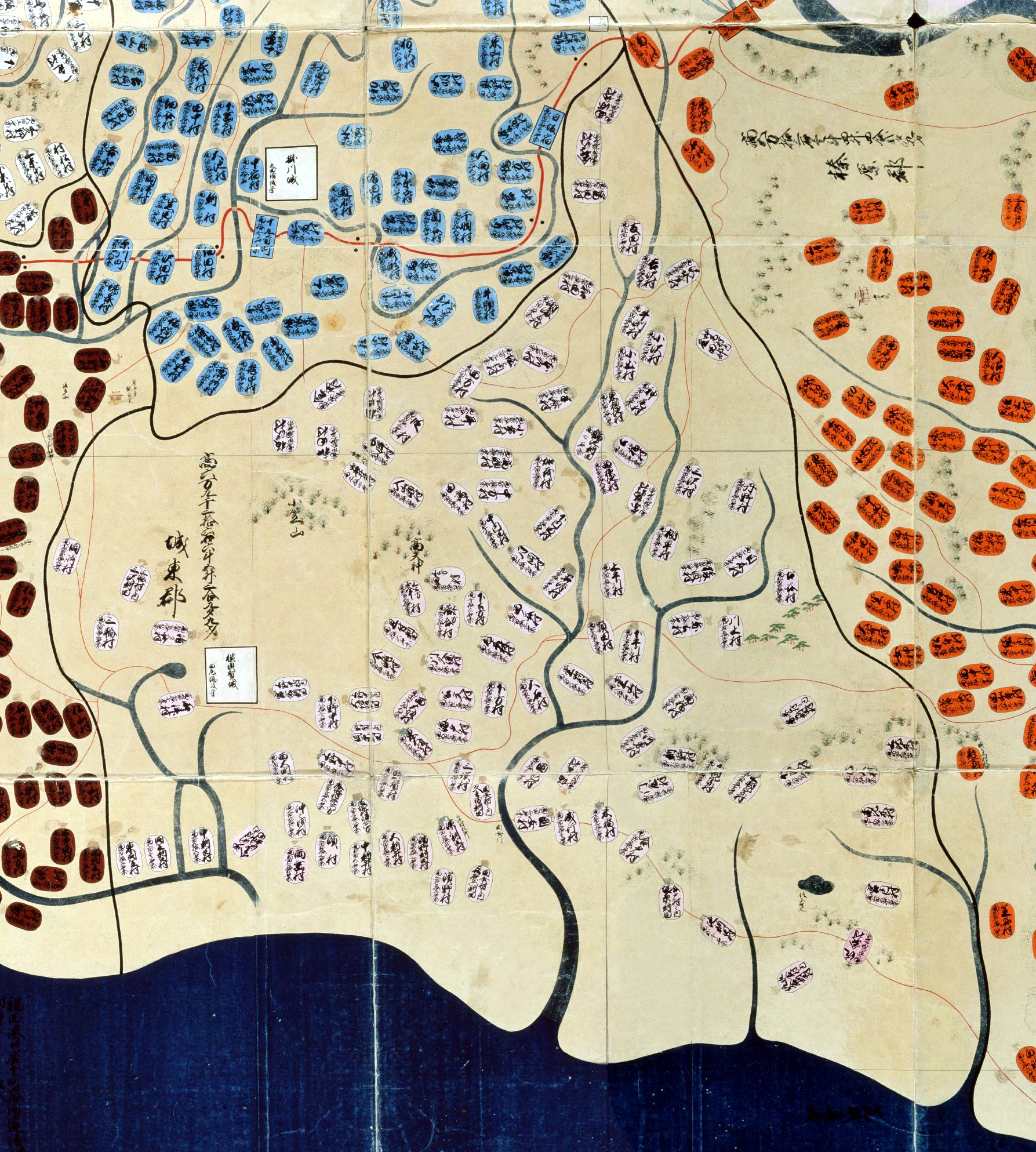
江戸時代に描かれた「遠江國」（『天保國繪圖』天保9年）。城東郡の村は薄桃色で示されており「上土方峯村」「上土方向村」がみえる

- 1868年 - 遠江国城東郡嶺村、向村が合併して嶺向村を設置。
- 1871年 - 城東郡が静岡県に移管。
- 1871年 - 城東郡が浜松県に移管。
- 1875年 - 浜松県城東郡落合村、嶺向村、旦付新田が合併して上土方村を設置。
- 1876年 - 城東郡が静岡県に移管。
- 1889年 - 静岡県城東郡下土方村、入山瀬村、今滝村、上土方村、川久保村の大部分、中村の一部が合併して土方村を設置。
- 1896年 - 静岡県佐野郡、城東郡が合併して小笠郡を設置。
- 1955年 - 静岡県小笠郡佐束村、土方村が合併して城東村を設置。
- 1973年 - 静岡県小笠郡大浜町、城東村が合併して大東町を設置。
- 2005年 - 静岡県掛川市、小笠郡大東町、大須賀町が合併して掛川市を設置。

## 世帯数と人口
2024年（令和6年）11月末日現在の世帯数と人口は以下の通りである。
| 大字       | 世帯数 | 人口  |
| ---------- | ------ | ----- |
| 上土方嶺向 | 91世帯 | 262人 |

## 事業所
2021年（令和3年）現在の事業所数と従業員数は以下の通りである。
| 大字       | 事業所数 | 従業員数 |
| ---------- | -------- | -------- |
| 上土方嶺向 | 5事業所  | 50人     |

## 小・中学校の学区
公立小・中学校に通う場合、学区は以下の通りとなる。
| 番地 | 小学校             | 中学校             |
| ---- | ------------------ | ------------------ |
| 全域 | 掛川市立土方小学校 | 掛川市立城東中学校 |

## 施設

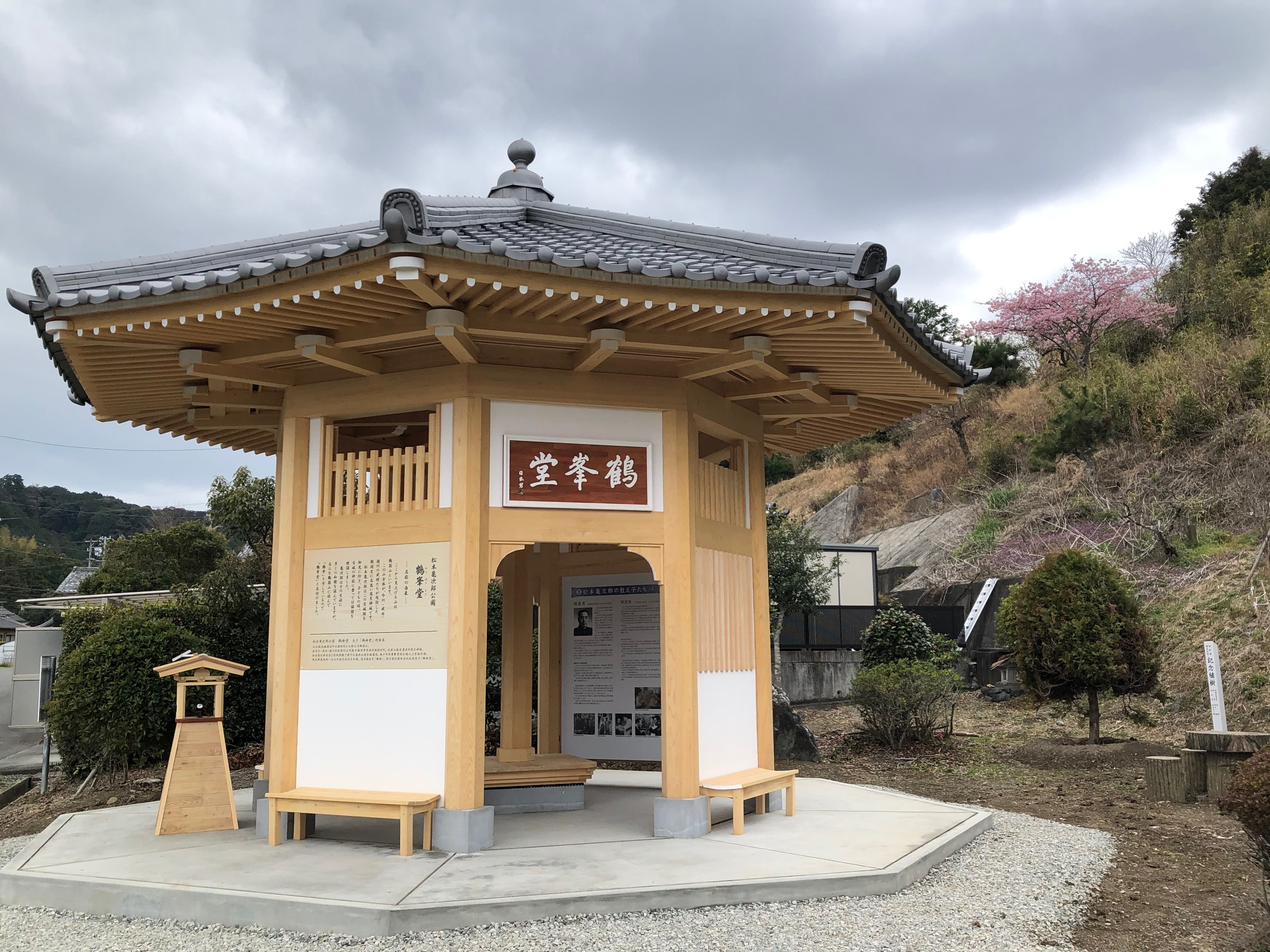
松本亀次郎公園

- 嶺向公会堂[11]
- 松本亀次郎公園[12][13]
- 鷲山医院[14]
- 高天神社[15]
- 津島神社[16]
- 宗源庵[17]
- 長壽庵[18]
- 一般社団法人嶺向報徳社[2][3]

## 史跡
- 高天神城[19]

## その他

### 郵便
- 郵便番号：437-1435[4]（集配局：遠江大東郵便局）

### 警察
警察の管轄区域は以下の通りである。
| 番地 | 警察署     | 交番・駐在所 |
| ---- | ---------- | ------------ |
| 全域 | 掛川警察署 | 城東駐在所   |

### 消防
消防の管轄区域は以下の通りである。
| 番地 | 消防署・分署 | 消防団分団   |
| ---- | ------------ | ------------ |
| 全域 | 南消防署     | 大東第四分団 |

## ギャラリー

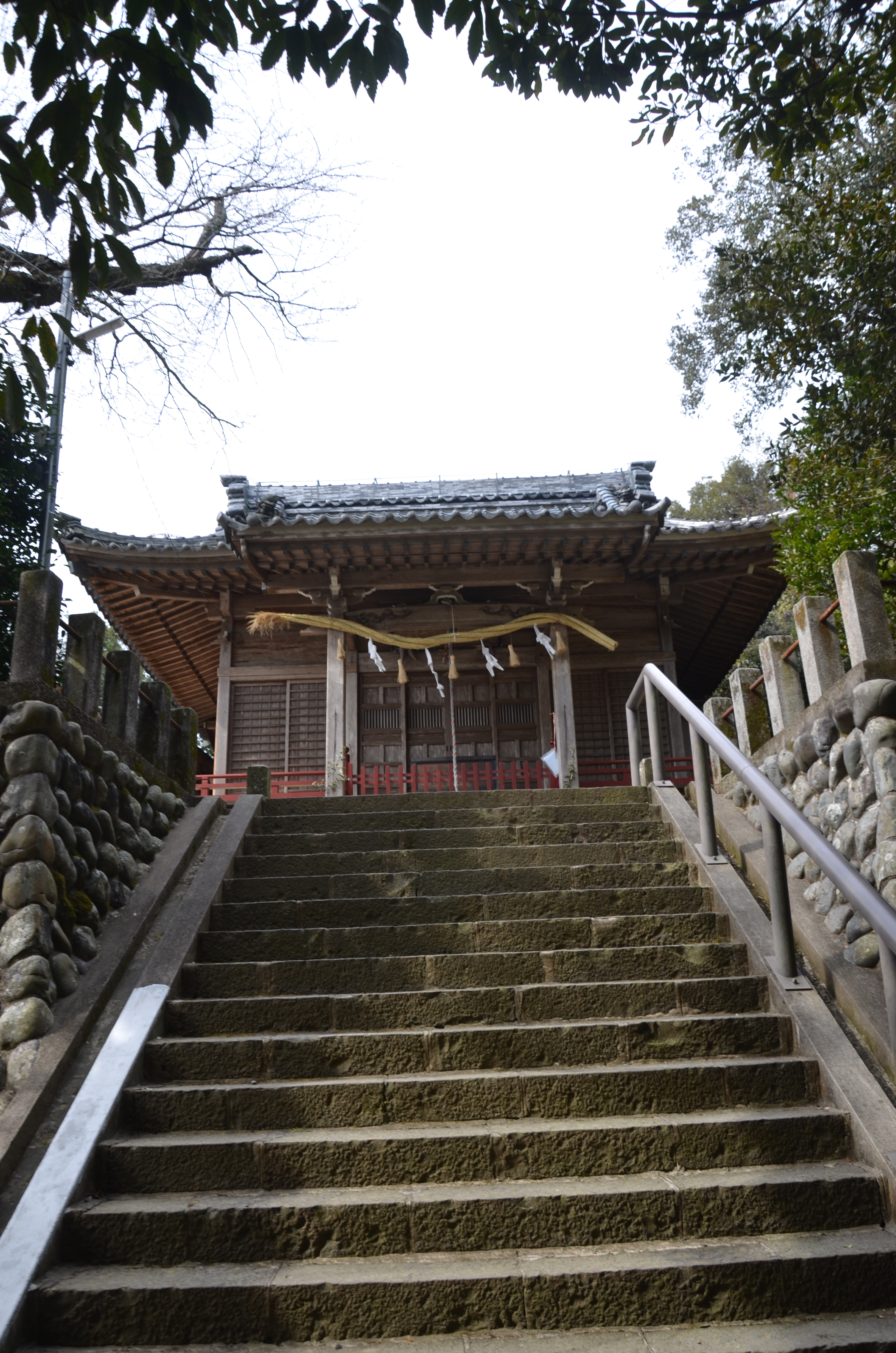
高天神社の社殿
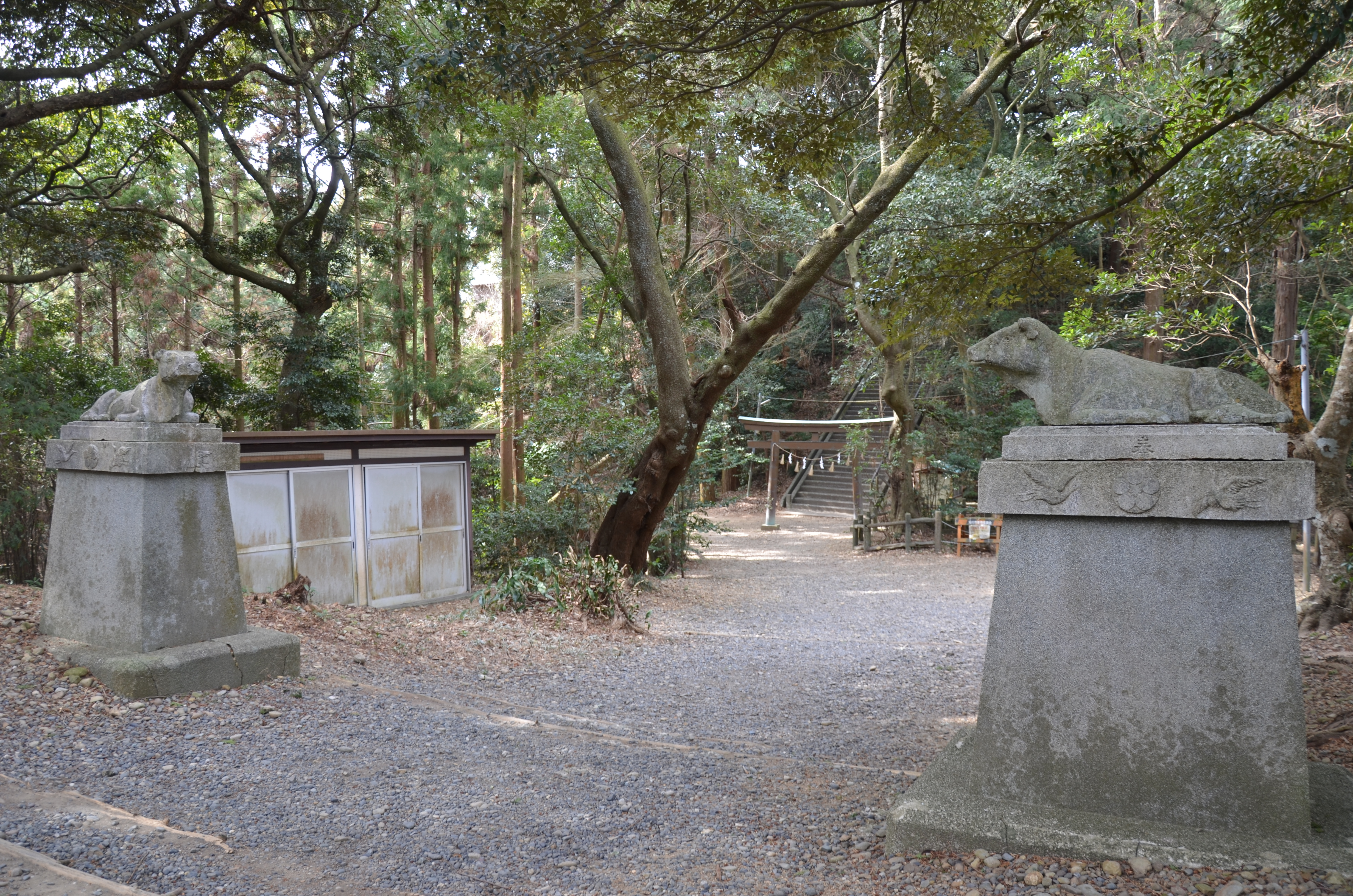
高天神社の境内
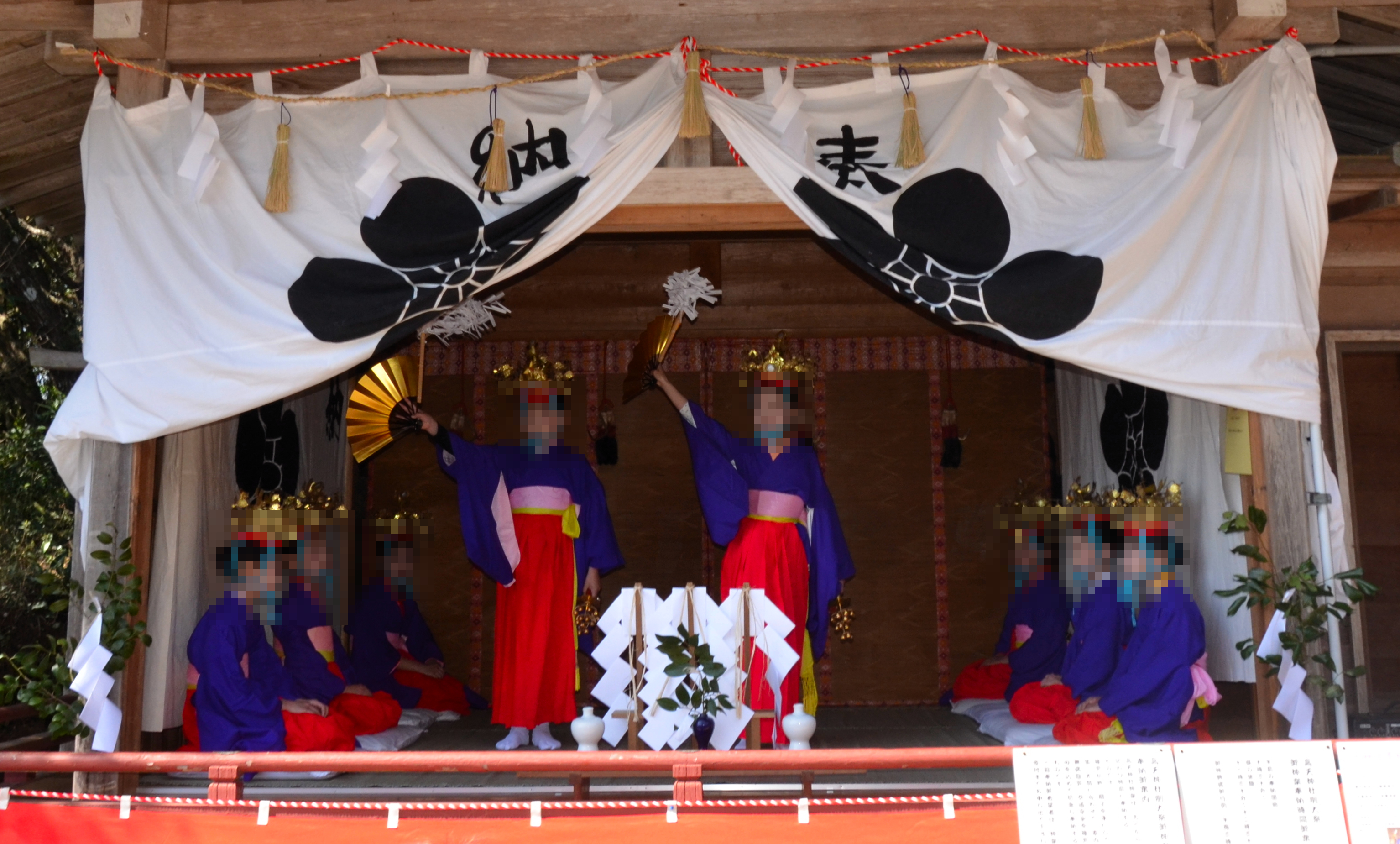
高天神社の例大祭の神楽奉納
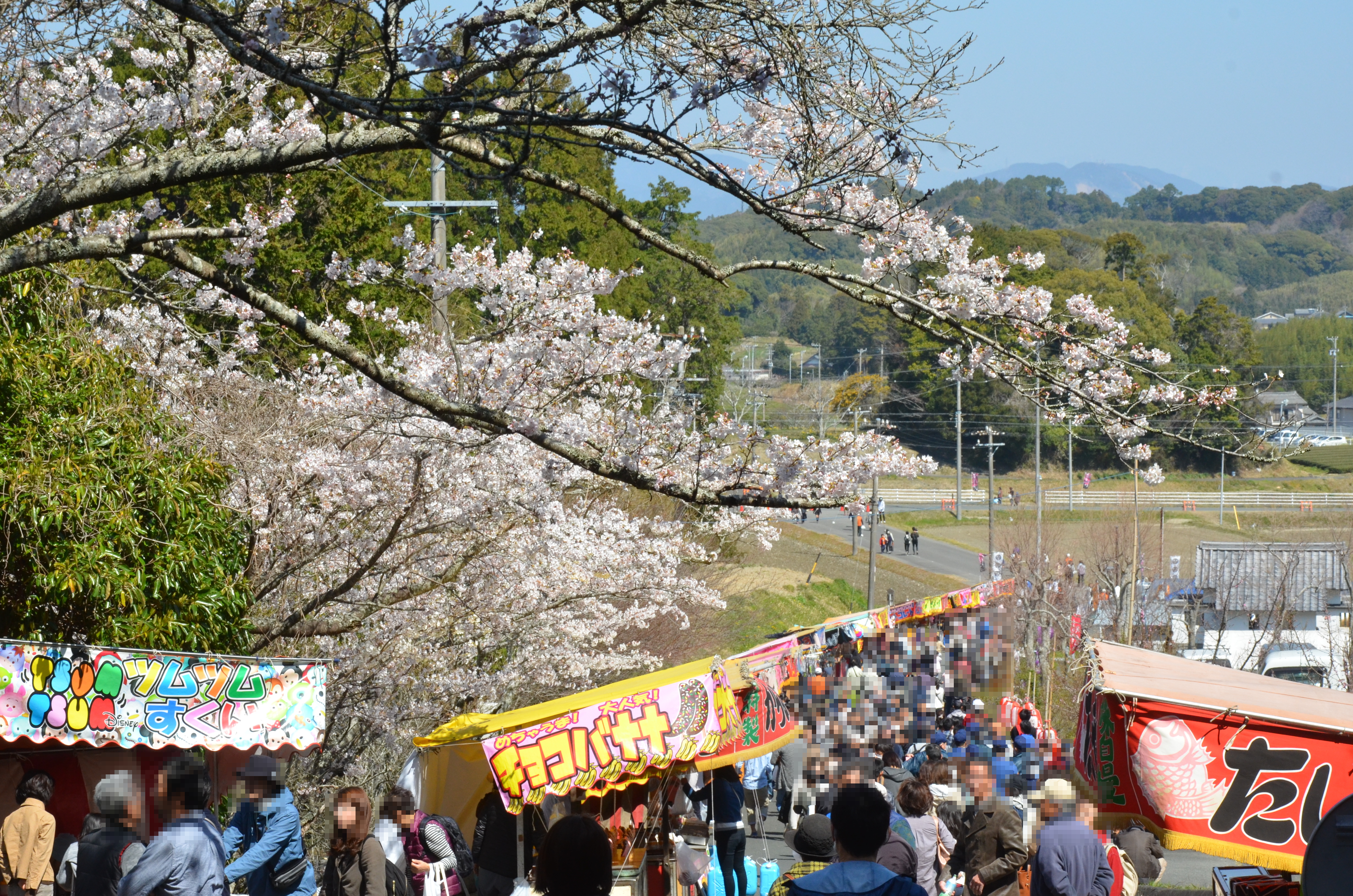
高天神社の例大祭の出店
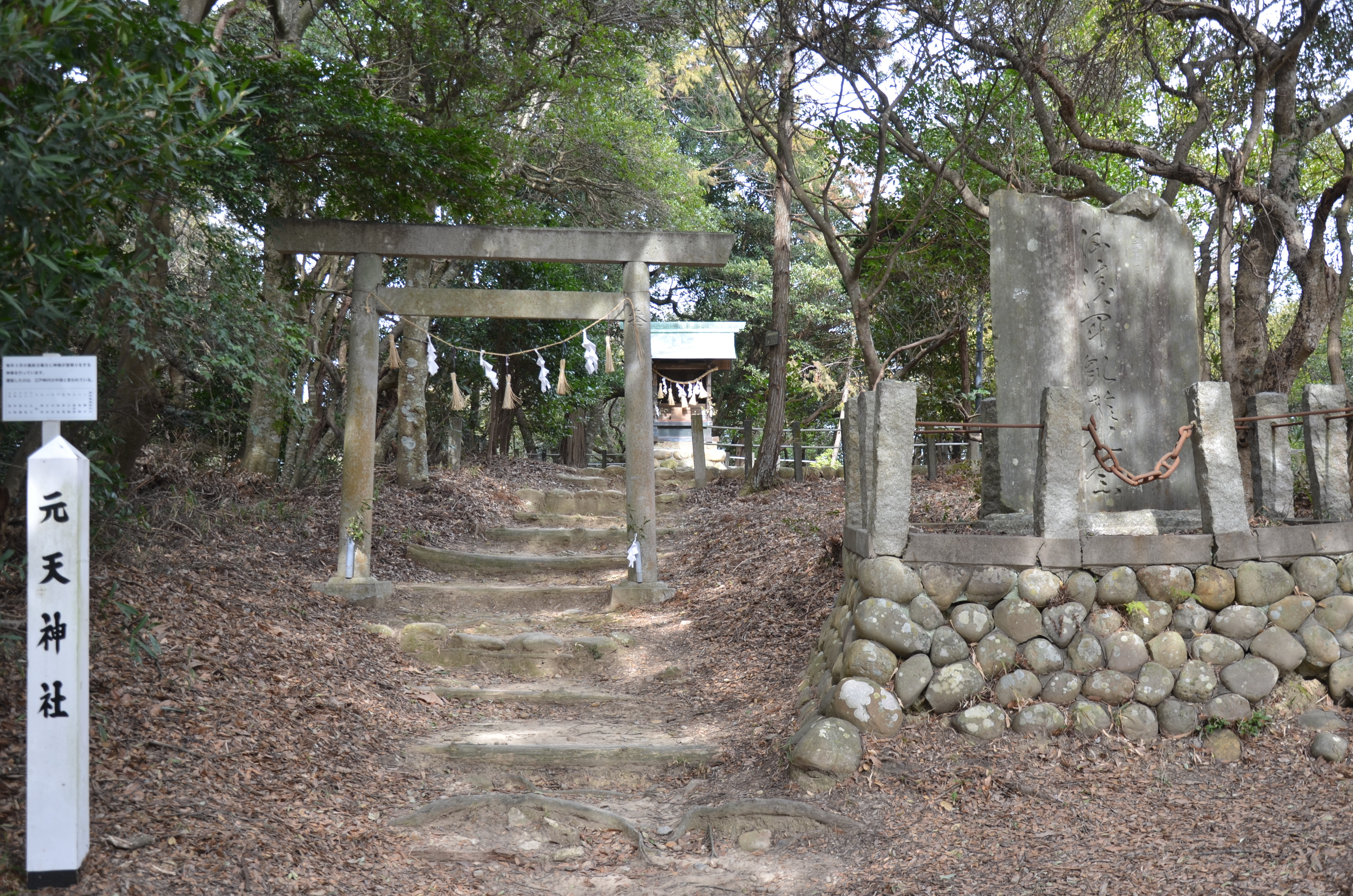
元天神社
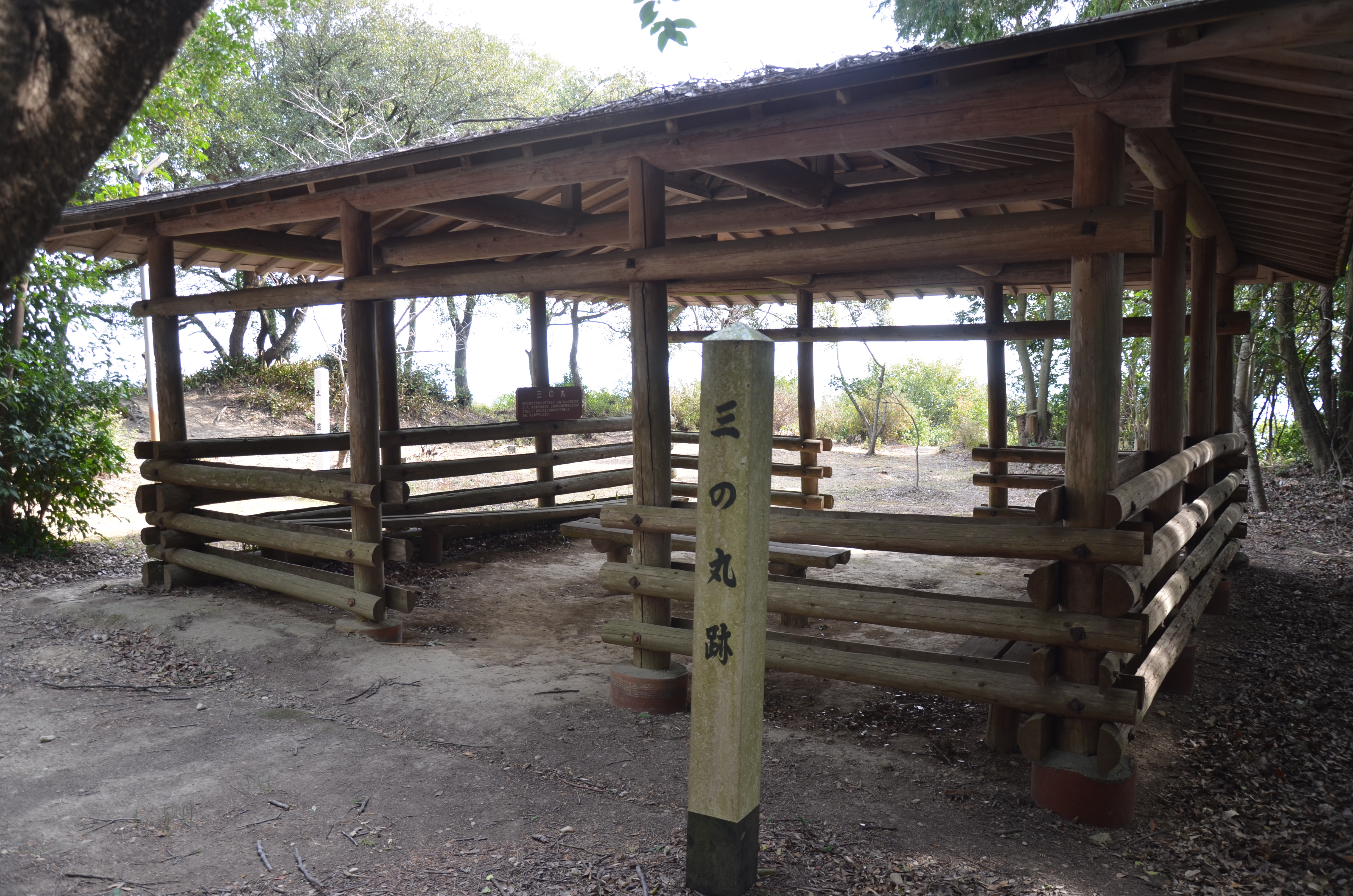
高天神城の三の丸跡
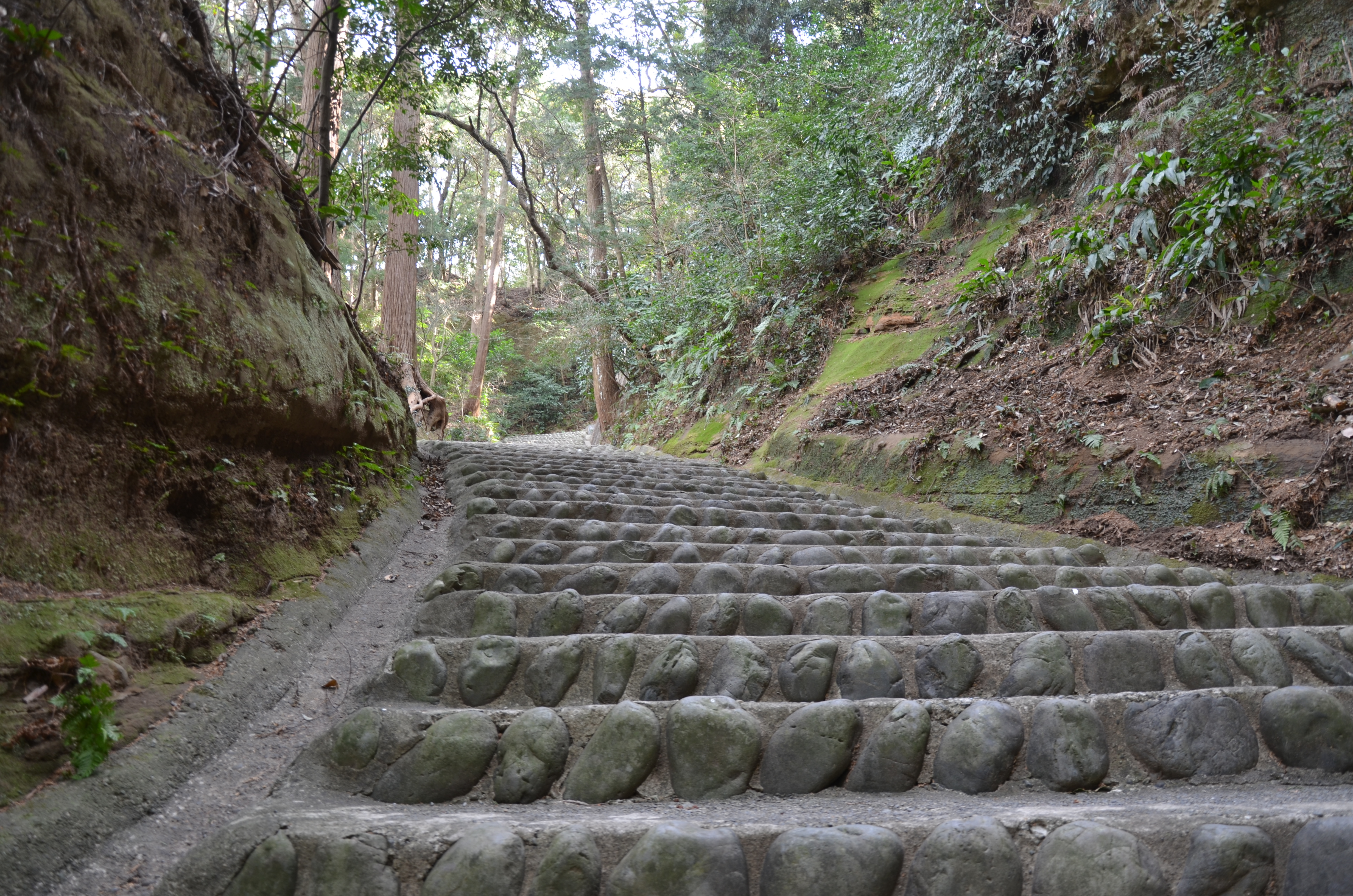
高天神城跡
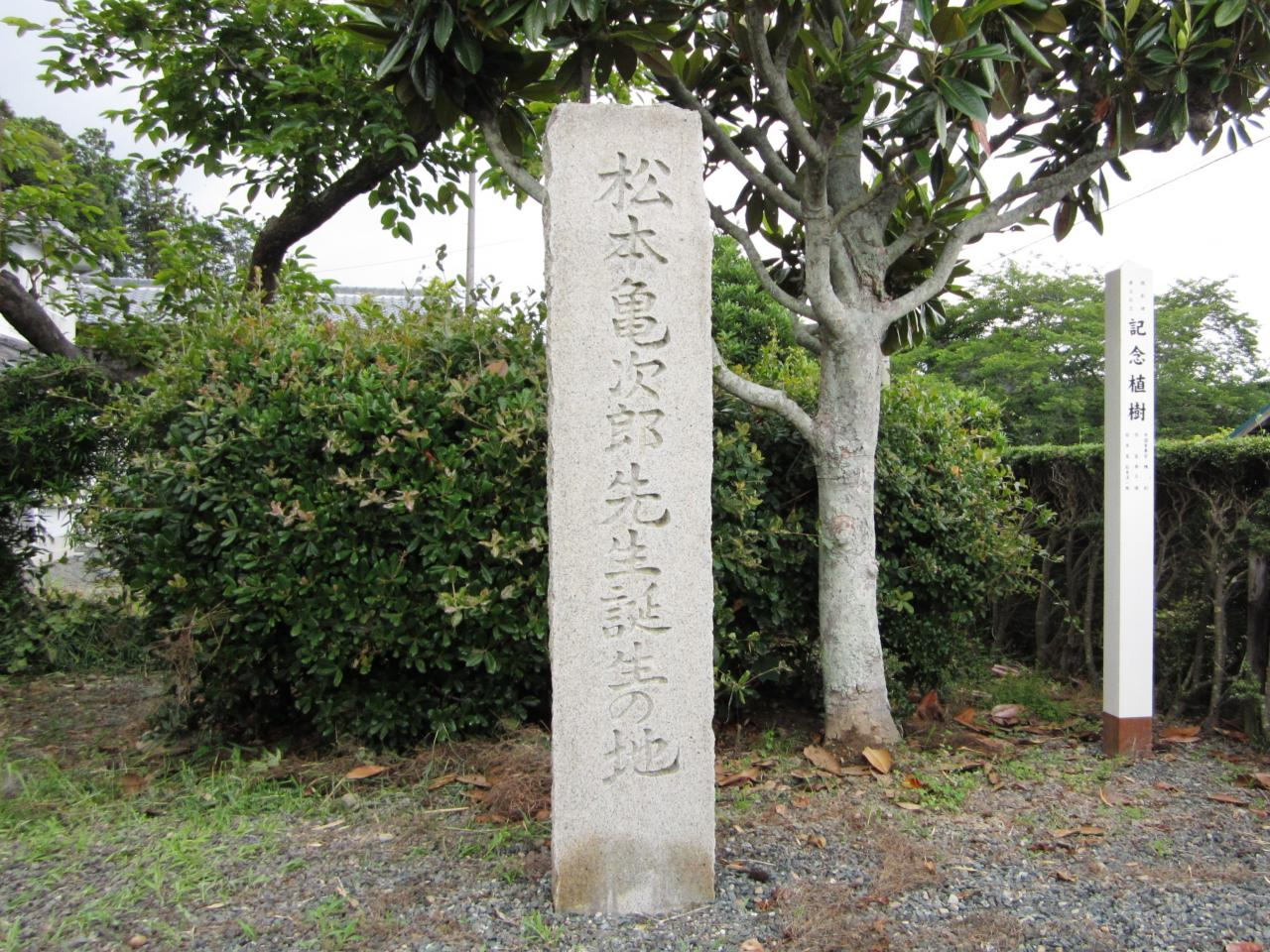
『松本亀次郎先生誕生の地』